# 朝からたいへん!つかちゃんでーす
朝からたいへん!つかちゃんでーす（あさからたいへんつかちゃんでーす）はニッポン放送で1986年4月7日から1993年4月30日まで放送された早朝ラジオ番組。

## 概要
朝一番のニュースや天気予報、交通情報などのほか、塚越自ら「オールナイトニッポン3部」と名乗っただけあって、若年層にも人気がありバラエティに富んだ構成であった。
番組冒頭では「○月○日○曜日の朝がやって参りました、さあ、新しい1日のスタートです。ニッポン放送、午前五時!　『朝からたいへん!つかちゃんでーす』」と塚越がタイトルコールしてからオープニングテーマが流れるパターンが通例であった。
7年間に亘って放送されたこの番組は塚越の出世番組となり、同番組終了後は平日の午後ワイドを担当（1997年まで）。1998年4月からは再び早朝の時間帯に復帰。「塚越孝の土曜ニュースアドベンチャー」で土曜日の同時間帯を担当し、その後も2004年9月から平日の5時 - 6時の時間帯に「塚越孝 朝刊フジ」を、2005年4月から土曜日の5時 - 7時の「塚越孝のおはよう有楽町」を担当した。

## 放送時間
| 期間                          | 放送時間                    |
| ----------------------------- | --------------------------- |
| 1986年4月7日 - 1989年4月7日   | 月曜日 - 金曜日 5:00 - 7:00 |
| 1989年4月10日 - 1993年4月30日 | 月曜日 - 金曜日 5:00 - 6:30 |

- 放送時間変更に伴い、オープニング兼エンディングテーマと番組内ジングルが一新される。
- なお前述のとおり、塚越はのちに土曜日の同じ時間帯（5時 - 7時）にて「塚越孝の土曜ニュースアドベンチャー」（1998年4月 - 2002年6月）、「塚越孝のおはよう有楽町」（2005年4月～2006年9月）を、さらに平日の5時 - 6時にて「塚越孝 朝刊フジ」（2004年9月 - 2005年3月）を担当した。

## 出演者
- パーソナリティ
  - 塚越孝（ニッポン放送アナウンサー）[1]
- アシスタント
  - 初代：池本小百合（時期不明 - 1989年4月7日まで）[2][3]
  - 2代目：沼崎洋子（1989年4月10日 - 1991年10月4日）
  - 3代目：岩下直美（1991年10月7日 - 終了まで）

## コーナー
- つかちゃんのハガキのコーナー（「朝刊フジ」でも行った）

金曜のみ「つかちゃんのエッチなハガキのコーナー」
- 朝刊ウォッチング
- クイズ朝飯前
- スポーツニュース
- つかちゃんのティールーム
- ホカホカ情報コロッケ

## タイムテーブル（1989年3月以前）
- 5:00 オープニング
- 5:01 ニッポン放送ニュース
- 5:05 今日の一番！知ってる歌謡曲
- 5:15 無責任コメンテーター！男も読みたい週刊誌
- 5:30 芸能人にヒマはない
- 5:45 話題がいっぱい もぉーたいへん
- 5:54 心のともしび
- 6:00 ニッポン放送ニュース
- 6:03 天気予報
- 6:05 ウワサのトップシークレット
- 6:15 つかちゃんのスター誕生
- 6:25 スポーツ水戸黄門
- 6:35 たいへんマン登場
- 6:45 交通情報
- 6:48 天気予報
- 6:50 つかちゃんの聞かなきゃソング!ソング!クイズ
- 6:56 エンディング
（三才ブックス「ラジオ新番組速報版」より）

## タイムテーブル（1989年9月頃）
- 5:00 オープニング
- 5:03 朝一番のニッポン放送ニュース
- 5:07 天気予報
- 5:10 お目覚め パジャマリクエスト
- 5:17 つかちゃんの幸せ占い
- 5:20 つかちゃんの朝刊ウォッチング
- 5:27 つかちゃんのはがきのコーナー
- 5:32 お起抜け一番 つかちゃんの目覚まし体操
- 5:40 つかちゃんのティールーム
- 5:50 心のともしび
- 6:01 ニッポン放送ニュース
- 6:05 ホカホカ情報コロッケ
- 6:18 お出かけ前天気予報
- 6:20 クイズ朝飯前
- 6:26 エンディング
（三才ブックス「ラジオ新番組速報版」1989年秋号より）

## タイムテーブル（1991年10月以降）
- 5:00 オープニング
- 5:03 朝一番のニッポン放送ニュース
- 5:07 天気予報
- 5:10 つかちゃんのリクエストで行こう
- 5:20 つかちゃんの朝刊ウォッチング
- 5:27 つかちゃんのはがきのコーナー
- 5:32 リスナー投稿はがきのコーナー（「ナゾかけ中国人」など曜日別にコーナーが設けられている）
- 5:40 つかちゃんのおいしい話
- 5:50 心のともしび
- 5:57 言葉の花束
- 6:01 ニッポン放送ニュース
- 6:05 ニュースとっておき
- 6:15 お出かけ前天気予報
- 6:18 朝一番のニッポン放送交通情報
- 6:22 クイズ朝飯前
- 6:26 エンディング
（三才ブックス「ラジオ新番組速報版」1991年秋号より）

## 番組にまつわるエピソード
- スタジオを飛び出しての首都圏各地での公開生放送も多く行われ、早朝にもかかわらず多くの人が会場に集まり、人気を示した。また、ニッポン放送旧本社ビル3階にあった「ラジオハウス銀河」（銀河スタジオ、後のイマジンスタジオ）からも、しばしば聴取者を招き公開生放送を行っていた。
- 午前3時前にスタジオ入りするため、『オールナイトニッポン』のパーソナリティが塚越の姿を見て時折話題にすることがあった。その影響もあり、オールナイトニッポンのリスナーがそのまま引き続き聴いていたリスナーも多く、本番組のコーナーにハガキを出すリスナーもいた。とんねるずやビートたけしらから「オールナイト3部じゃねえか」と言われたこともある[4]。また2部のパーソナリティーも、時折スタジオに登場し、トークに参加することもあった。
- 1993年4月の最終回はニッポン放送本社3階の「ラジオハウス銀河」（銀河スタジオ）で行われ、番組終了の挨拶は感極まって号泣しながらのものになった[注釈 5]。
- 1990年には番組内のラジオショッピングコーナー「早起きリビング」でタカラ「人生ゲーム」の番組オリジナル版を共同開発し、番組限定で発売した。
- 1992年10月頃から6:15のお出かけ前天気予報のBGMとして、『ドラゴンクエストIV 導かれし者たち』サウンドトラックの「街でのひととき」が使用されるようになった。クイズ朝飯前では1991年頃からコーナー冒頭に『フュージョンブルース/メゾフォルテ』のイントロと締めを合わせたBGMが使用された他、シンキングタイムBGMが設けられ、1992年9月頃までは『アレックスキッド 天空魔城』のタイトル画面BGMが使用されていた。1992年10月頃からコーナー冒頭及び締めのBGMに、つかちゃん音頭のサビが使用されるようになった。
- 通常はニッポン放送本社6階のレッドスカイスタジオ（第7スタジオ）から生放送されていたが、塚越が夏休みなど止むを得なく録音放送されていた時は、宿直アナや報道部宿直記者がニュースと天気予報を伝えることがあった。その時も、当日の放送が決して録音と告知されることはなかった。
- 番組終了後、レッドスカイスタジオは入れ替わりに『玉置宏の笑顔でこんにちは』の生放送で玉置宏がスタジオ入りするため、両者が応援していた大洋ホエールズ、横浜ベイスターズ談義に花を咲かせていた[5]。
- 番組立ち上げに先立ち、塚越が参考にしたのはMBSラジオで放送中の「ありがとう浜村淳です」であるとフジテレビジョンに転籍後、フジアナスタジオ まる生（2010年2月13日、フジテレビONE）で語った。
- 平成3年度日本民間放送連盟賞東京地区審査 ラジオ生ワイド部門優秀賞受賞[6]（1991年5月30日放送分に対して[要出典]）。